# Aplocera palumbata
Aplocera palumbata är en fjärilsart som beskrevs av Von Mentzer 1981. Aplocera palumbata ingår i släktet Aplocera och familjen mätare. Inga underarter finns listade i Catalogue of Life.